# Ксоврети
Ксоврети (груз. ქსოვრეთი) — село в Грузии, на территории Тетрицкаройского муниципалитета края (мхаре) Квемо-Картли.

## География
Село находится в юго-восточной части Грузии, на расстоянии приблизительно 2 километров (по прямой) к северу от города Тетри-Цкаро, административного центра муниципалитета. Абсолютная высота — 1089 метров над уровнем моря.

## Население
По результатам официальной переписи населения 2014 года в Ксоврети проживало 14 человек (7 мужчин и 7 женщин). В национальной структуре населения грузины составляли 100 %.
| Год  | Население, человек |
| ---- | ------------------ |
| 2002 | 37                 |
| 2014 | ↘ 14               |